# Tom DeLonge
 (juillet 2012).
Si vous disposez d'ouvrages ou d'articles de référence ou si vous connaissez des sites web de qualité traitant du thème abordé ici, merci de compléter l'article en donnant les références utiles à sa vérifiabilité et en les liant à la section « Notes et références ».
Tom DeLonge, de son nom complet Thomas Matthew DeLonge Jr., né le 13 décembre 1975 à Poway en Californie, est un chanteur, musicien, compositeur et producteur américain, membre des groupes Angels & Airwaves et Blink-182, dont il est le fondateur pour le 1er et le cofondateur (avec Mark Hoppus) pour le 2e. Il est aussi le propriétaire de Macbeth Footwear.
Tom DeLonge, en tant que chanteur et guitariste, a participé aux six albums studio de Blink-182, groupe qu'il a fondé en 1992 avec le bassiste Mark Hoppus. En 2002, il crée avec le batteur de Blink-182, Travis Barker, et avec son ami d'enfance David Kennedy, le projet Box Car Racer, qui ne sortira qu'un album. Alors que le style de ces deux groupes est orienté pop punk, DeLonge fonde en 2005 un groupe de rock alternatif, Angels & Airwaves, avec qui il a depuis sorti six albums.
En janvier 2015, il quitte Blink-182 et sera remplacé par Matt Skiba (en). À la suite de son exclusion du groupe, il sort son premier album solo, To the Stars... Demos, Odds and Ends, le 21 avril 2015. Il réintègre le groupe sept ans plus tard, en octobre 2022.

## Biographie

### Blink-182 (1992-2005) - (2009-2015) - (depuis 2022)
Tom DeLonge fut élevé par ses parents en Californie. Il a un frère plus âgé nommé Shon et une sœur plus jeune nommée Kari. En 1990, pour ses 15 ans, il reçoit en cadeau sa toute première guitare de la part d'un ami. Assez turbulent, il est exclu de son école, Poway High School, durant sa première année après avoir été trouvé saoul durant un match de basket-ball. Intégré à une nouvelle école, il fait alors la connaissance de Anne Hoppus, la sœur de Mark Hoppus. C'est ainsi que vit le jour le groupe qui deviendra plus tard Blink-182 en collaboration avec ce dernier et le batteur Scott Raynor, un vieil ami de Tom. Le groupe a fait plusieurs albums demo en 1993, dont Flyswatter et Buddha, mais ce n'est qu'en 1994 que sortit leur premier album studio Cheshire Cat qui les rendu quelque peu connu dans le sud de la Californie. En 1996, leur deuxième album studio Dude Ranch fut plus populaire et se vendit à environ 1,5 million d'exemplaires partout dans le monde. L'album Enema of the State, sorti en 1999 après Dude Ranch est le plus célèbre du groupe encore aujourd'hui, s'étant vendu à environ 16 millions d'exemplaires.
Plus tard, il devient propriétaire de la marque Atticus Clothing pendant plusieurs années, d'abord en binôme avec Mark Hoppus puis seul par la suite, jusqu'à ce qu'il revende la totalité de la marque. En revanche, Macbeth Footwear lui appartient toujours.
Les trois membres du groupe se réunissent le 8 février 2009 lors de la 51e édition des Grammy awards afin de décerner un prix. Lors du discours précédant la remise, le trio annonce la reformation de Blink-182 : « We used to play music together, and we decided we're going to play music together again. Blink-182 is back! ».
En octobre 2012, le groupe annonce avoir quitté la maison de disques Interscope Records et par la même occasion devenir un groupe indépendant20. Blink-182 sort le 18 décembre 2012 un maxi intitulé Dogs Eating Dogs, enregistré dans un studio de Los Angeles et vendu en trois packs sur leur site officiel, le premier single étant Boxing Day.
Alors que le groupe semble enfin prêt à entrer en studio début janvier 2015 pour y enregistrer son septième album studio, des rumeurs annoncent le départ de DeLonge à la fin du mois, Hoppus et Barker ayant reçu un courriel du manager de celui-ci le 30 décembre expliquant qu'il n'assisterait pas à la session qui commence le 5 janvier. À la suite du buzz créé par l'information, DeLonge tient à affirmer qu'il fait toujours partie de Blink-182 et qu'il était d'ailleurs au téléphone pour organiser leur participation au Musink Tattoo Convention and Music Festival 2015 lorsqu'il a appris la nouvelle. Les deux autres membres confient alors au Rolling Stone « qu'ils en ont assez de couvrir Tom » et qu'ils ont l'impression de « revivre la même situation que dix ans plus tôt ». Ils expliquent avoir trouvé un contrat avec un label, que Tom « les a plantés » et confirment « qu'il n'a techniquement pas quitté le groupe », mais que « son comportement ingrat et irrespectueux » les pousse à l'exclure du groupe. Barker ajoute que DeLonge « ne veut pas enregistrer d'album, mais juste faire quelques spectacles avec Blink quand il a besoin d'argent ». DeLonge répond via une lettre ouverte sur sa page Facebook, dans laquelle il considère que le groupe « s'est saboté tout seul » avec Dogs Eating Dogs et que cela avait altéré leurs relations, « coupant quasi-toute discussion entre eux depuis ». Il décrit leur nouveau contrat comme « impossible pour lui », puisque cela l'oblige à quitter toutes ses activités autour d'Angels and Airwaves alors que des bandes dessinées, des livres et un film sont prévus et se dit « triste que les gens soient témoins de leur immaturité ». Hoppus confirme en parallèle la présence de Matt Skiba, chanteur et guitariste d'Alkaline Trio, à leurs côtés pour le Musink Festival le 22 mars et s'avoue optimiste sur la suite à donner de leur collaboration.
De ce fait, Tom poste via Facebook deux courts extraits de chansons prévus à la base pour Blink-182 en disant : « The date is March 1st - I have a lot of music I was working hard on… Things happen, so I guess we have a change of plans… Either way, I think you guys should hear it. #SongsWithoutAHome #ToTheStars#TomDeLonge ». Le 1er mars, sur le site tomdelonge.me, il est possible de pré-commander l'album To The Stars prévu pour le 21 avril.
Fin août 2015, DeLonge avoue vouloir rejouer avec Blink-182 mais que ce n'est pas encore le moment, qu'ils doivent chacun se concentrer sur divers projets.
Le 11 octobre 2022, Tom Delonge fait son retour au sein de Blink-182.

### Le projet Box Car Racer (2001-2003)
À la suite de l'enregistrement de l'album Take Off Your Pants and Jacket de Blink-182 en 2001 et à différentes autres raisons, Tom commence à penser à un projet solo. Il forme finalement un groupe nommé Box Car Racer avec Travis Barker, David Kennedy et Anthony Celestino. Ce groupe devient pour lui une échappatoire aux tensions qui régnaient au sein du groupe Blink-182 et lui permet également de composer des musiques différentes.

### Angels & Airwaves (2005-Actuellement)

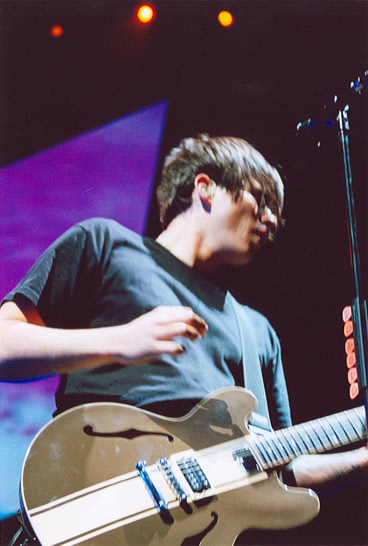
DeLonge avec Blink-182 en 2004.

La réalisation d'un nouvel album éponyme de Blink-182 ne résout pas les tensions existantes au sein du groupe et c'est durant la tournée européenne en 2005 que le groupe annonce leur séparation pour une durée indéterminée.
Après une année de silence, Tom lance son nouveau projet nommé Angels and Airwaves sur lequel il avait travaillé secrètement aux côtés de David Kennedy, bon ami du chanteur et second guitariste de Boxcar Racer, durant son année d'absence. D'autres membres sont ainsi venus se greffer à l'aventure, parmi lesquels Ryan Sinn (bassiste de The Distillers) et Atom Willard (ex-batteur de The Offspring). Après plusieurs mois d'attente, le premier album du groupe, intitulé We Don't Need to Whisper, sort le 22 mai 2006 en Europe (deux chansons, The Adventure et Good Day, avaient été préalablement diffusées sur internet sans l'autorisation du groupe). Le groupe effectue ensuite une tournée américaine et européenne dans des petites salles. Le second album du groupe, sorti le 6 novembre 2007, s'intitule I-Empire. Angels & Airwaves sort le 14 février 2010, jour de la St Valentin, un troisième album appelé Love, suivi en 2011 de la deuxième partie de cet album appelé Love: Part Two. Le 9 décembre 2014, sort le cinquième album du groupe intitulé The Dream Walker.
En mars 2015, Tom DeLonge annonce que le groupe sortira 2 albums cette année ainsi qu'un film Strange Times prévu pour Noël 2015.
Hormis We Don't Need to Whisper, coproduit avec Danny Loehner, chaque album du groupe est produit par Tom DeLonge.

### Projet Solo «To The Stars» (2015-Actuellement)
À la suite de son exclusion de Blink-182, Tom DeLonge prévoit de sortir un album comprenant les chansons pour lesquelles il avait travaillé pour le groupe, cet album intitulé To The Stars... Demos, Odds And Ends est pré-commandable depuis le 1er mars, sa sortie est prévue le 20 avril. Le 9 mars, sort le premier extrait intitulé New World. Il met en ligne le tracklist de l'album le 19 mars. La chanson The Invisible Parade sort le 23 mars. Une 3e chanson Circle-Jerk-Pit est sortie le 6 avril. 
Le 18 mars, Tom DeLonge annonce via Twitter qu'il sortira en plus de To The Stars, un autre album solo. Le 2 avril sort le clip vidéo de New World sur YouTube. 

## Instruments
Durant ses débuts avec Blink 182, Tom joue sur une Fender Stratocaster de couleur blanche montée avec des micros Dimarzio X2N puis sur une Gibson Les Paul noire.
En 1999 est lancée la Fender Stratocaster signature Tom DeLonge, qui n'est autre qu'une Fender Stratocaster montée avec un seul micro (Seymour Duncan Invader-SH8) et un seul potentiomètre de volume, disponible en différents coloris.

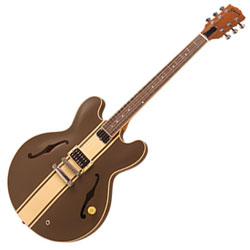

En 2003, Tom rompt le contrat qui le lie à Fender, ce qui arrête la production des guitares à son nom, elles deviennent extrêmement rares et sont considérées par les fans comme des pièces de collection. La même année, Tom signe un nouveau contrat avec Gibson qui lance la Gibson ES-333 Tom Delonge signature semi hollow body (sur laquelle il joue encore aujourd'hui avec Blink-182 & AvA). La guitare est disponible en : brun crème (avec une barre blanche au milieu), blanc crème et également en gris (toutes deux avec une barre noire au milieu).

Depuis son retour avec Blink-182 en 2022, il utilise des Fender Starcaster, des guitares assez proches de ses précédentes Gibson (caisse semi-creuse ou semi-hollow body).
Pour la biographie de Blink-182, consultez l'article du groupe

## Vie privée
Thomas DeLonge a un frère et une sœur. Il s'est marié avec Jennifer Jenkins le 26 mai 2001 à Coronado Island sur la baie de San Diego. Ils sortaient ensemble depuis 1996. À leur mariage, le garçon d'honneur était Mark Hoppus et Jimmy Eat World a joué lors de la réception.
En septembre 2019, le divorce est prononcé avec sa femme Jennifer, après 18 ans de mariage et 23 ans de vie commune. Il a eu avec elle une fille Ava Elisabeth DeLonge (née en 2002) et un fils Jonas Rocket DeLonge (né en 2006).
Mark Hoppus a été son meilleur ami de 1992 à 2005, ils ne se sont revus que fin 2008 quand Travis Barker eut son accident d'avion. Ils ont alors décidés de reformer le groupe Blink-182. En 2015, son amitié avec Mark Hoppus semble s'être une nouvelle fois détériorée puisqu'il se fait exclure du groupe.

## Activités politiques et opinions
En 2004, Tom DeLonge prend une part active à la campagne électorale de John Kerry pour l'élection présidentielle. Il participe à de nombreux rassemblements et tente de convaincre d'autres groupes pour le soutien du candidat. Tom, ainsi que les autres membres du groupe Blink-182, prennent position à plusieurs reprises sur des décisions politiques à travers leur site internet. En 2009 et 2014, il soutient Barack Obama.
En 2006, Tom DeLonge insinue que le gouvernement américain est responsable des attentats du 11 septembre 2001. Ainsi, lors d'une interview, il s'interroge sur la chute étrange des tours du World Trade Center et sur les capacités d'un pilote débutant à pouvoir diriger des avions énormes sur des cibles aussi étroites.
Il soutient activement la recherche contre le cancer du sein et a participé au projet « Keep A Breast » aux côtés de sa sœur Kari en décorant un plâtre du buste de sa femme. Il l'a ensuite vendu aux enchères. Son implication a été à la fois financière de par sa marque Macbeth, mais aussi personnelle en s'investissant directement sur le terrain. Il est également engagé à PETA.

## Ufologie
Travis Barker dit de lui que son intérêt pour la politique et les conspirations, particulièrement la recherche d'ovnis, l'ont fait mettre sa carrière de côté pour s'y consacrer.
En 2016 Tom DeLonge a écrit le livre de sf "Strange Times: The Ghost in the Girl" chez Simon & Schuster.
En 2019 il participe au documentaire "OVNI: Les dossiers déclassifiés américains" (Unidentified: Inside America's UFO Investigation).
En 2023 Tom DeLonge a réalisé un film de science fiction "Monsters of California".

## Discographie

### AvecBox Car Racer
- Box Car Racer (2002)

### En solo
- To The Stars... Demos, Odds And Ends (2015)